# 36
36 (XXXVI) fue un año bisiesto comenzado en domingo del calendario juliano, en vigor en aquella fecha. En el Imperio romano, era conocido como el Año del consulado de Alenio y Plaucio (o menos frecuentemente, año 789 Ab urbe condita). La denominación 36 para este año ha sido usado desde principios del período medieval, cuando la era A. D. se convirtió en el método prevalente en Europa para nombrar a los años.

## Acontecimientos
- Según la tradición acerca de este año, Pablo de Tarso se convierte al cristianismo.

## Fallecimientos
- Coso Cornelio Léntulo, noble y político romano.